# Лукка (Тверская область)
Лукка — опустевшая деревня в Максатихинском районе Тверской области. Входит в состав Зареченского сельского поселения.

## География
Находится в северо-восточной части Тверской области на расстоянии приблизительно 15 км по прямой на запад-юго-запад от районного центра поселка Максатиха.

## История
Деревня была показана еще на дореволюционной карте. В 1940 году здесь было отмечено 8 дворов. До 2014 года входила в Кострецкое сельское поселение до его упразднения.

## Население
Численность населения: 2 человека (русские 100 %) в 2002 году, 0 в 2010.